# Chatel-Chéhéry
Pour les articles homonymes, voir Chatel.
Chatel-Chéhéry, parfois orthographié Châtel-Chéhéry, est une commune française située dans le département des Ardennes, en région Grand Est.

## Géographie
Ce village est dans le Vouzinois, la région autour de Vouziers, et dans ce qui est appelé communément l'Argonne ardennaise (ayant donné son nom à la communauté de communes de l'Argonne Ardennaise, créée en 1997).
Le village de Chatel-Chéhéry associe deux ensembles, le bourg du Chatel dont la constitution s'est faite en hauteur autour d'un château (un château ancien qui a disparu, et dont ne subsiste qu'un lieu-dit au nord du village appelé le Châtelet, de l'autre côté de la route D 4 par rapport au château actuel), et d'un autre bourg, Chéhéry, qui s'est constitué dans le bas, dans la vallée de l'Aire, autour d'une abbaye qui existe toujours et de la forge de Chéhéry (en activité jusqu'au milieu du XIXe siècle, disparue).
La partie en hauteur est en fait adossée au bois communal de Chatel-Chéhéry, qui constitue une des parties de la forêt d'Argonne.
| Cornay           | Fléville       |          |
| Lançon           | Chatel-Chéhéry | Exermont |
| Binarville Marne | Apremont       |          |

### Hydrographie
La commune est dans la région hydrographique « la Seine du confluent de l'Oise (inclus) à l'embouchure » au sein du bassin Seine-Normandie. Elle est drainée par l'Aire, le ruisseau d'Exermont, le ruisseau de la Noue, la Walerne, le Fossé de Perlinchamp, la Croisette, la Pellette, le Fossé du Champ Mâtis, le ruisseau de Boulasson, le cours d'eau 01 de Puisaris, le cours d'eau 02 de la commune de Chatel-Chehery, l'Aire et divers autres petits cours d'eau,.
L'Aire, d'une longueur de 125 km, prend sa source dans la commune de Saint-Aubin-sur-Aire, à 324 m d'altitude, et se jette  dans l'Aisne, en rive droite à Senuc, à 104 m d'altitude, après avoir traversé 36 communes. Elle traverse la commune dans sa partie est sur une longueur d'environ 3 km.

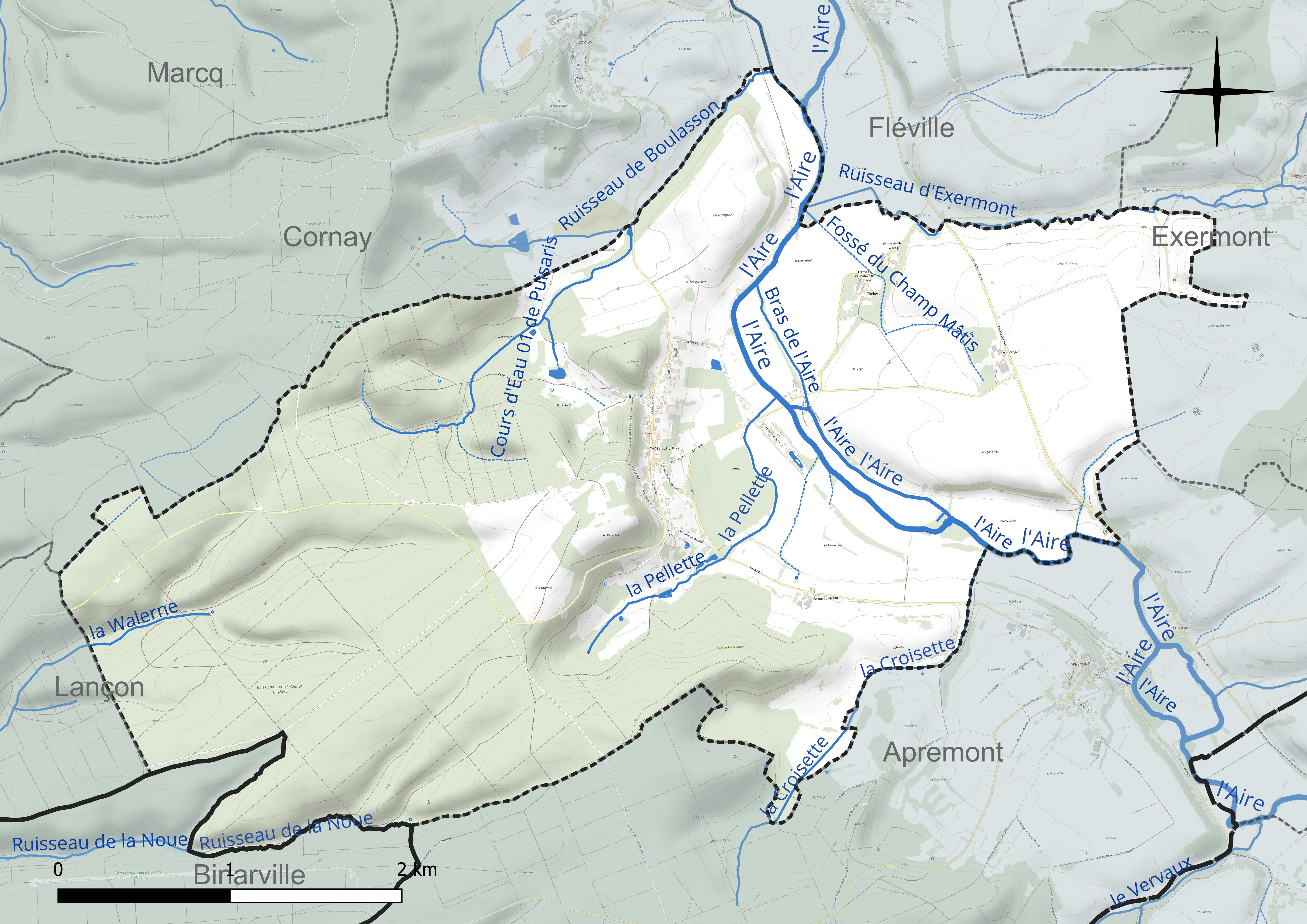
Réseau hydrographique de Chatel-Chéhéry.

### Climat
Pour des articles plus généraux, voir Climat du Grand Est et Climat des Ardennes.
En 2010, le climat de la commune est de type climat de montagne, selon une étude du Centre national de la recherche scientifique s'appuyant sur une série de données couvrant la période 1971-2000. En 2020, Météo-France publie une typologie des climats de la France métropolitaine dans laquelle la commune est exposée à un climat océanique altéré et est dans une zone de transition entre les régions climatiques « Nord-est du bassin Parisien » et « Lorraine, plateau de Langres, Morvan ».
Pour la période 1971-2000, la température annuelle moyenne est de 10,1 °C, avec une amplitude thermique annuelle de 15,8 °C. Le cumul annuel moyen de précipitations est de 876 mm, avec 13,6 jours de précipitations en janvier et 9,4 jours en juillet. Pour la période 1991-2020, la température moyenne annuelle observée sur la station météorologique de Météo-France la plus proche, « Montcheutin_sapc », sur la commune de Montcheutin à 10 km à vol d'oiseau, est de 11,0 °C et le cumul annuel moyen de précipitations est de 721,9 mm. 
La température maximale relevée sur cette station est de 41,2 °C, atteinte le 25 juillet 2019 ; la température minimale est de −15,5 °C, atteinte le 20 décembre 2009,,.
Les paramètres climatiques de la commune ont été estimés pour le milieu du siècle (2041-2070) selon différents scénarios d'émission de gaz à effet de serre à partir des nouvelles projections climatiques de référence DRIAS-2020. Ils sont consultables sur un site dédié publié par Météo-France en novembre 2022.

## Urbanisme

### Typologie
Au 1er janvier 2024, Chatel-Chéhéry est catégorisée commune rurale à habitat dispersé, selon la nouvelle grille communale de densité à 7 niveaux définie par l'Insee en 2022.
Elle est située hors unité urbaine et hors attraction des villes,.

### Occupation des sols
L'occupation des sols de la commune, telle qu'elle ressort de la base de données européenne d’occupation biophysique des sols Corine Land Cover (CLC), est marquée par l'importance des forêts et milieux semi-naturels (49,9 % en 2018), en augmentation par rapport à 1990 (48,6 %). La répartition détaillée en 2018 est la suivante : 
forêts (49,9 %), terres arables (26,1 %), prairies (22,3 %), zones urbanisées (1,6 %). L'évolution de l’occupation des sols de la commune et de ses infrastructures peut être observée sur les différentes représentations cartographiques du territoire : la carte de Cassini (XVIIIe siècle), la carte d'état-major (1820-1866) et les cartes ou photos aériennes de l'IGN pour la période actuelle (1950 à aujourd'hui).

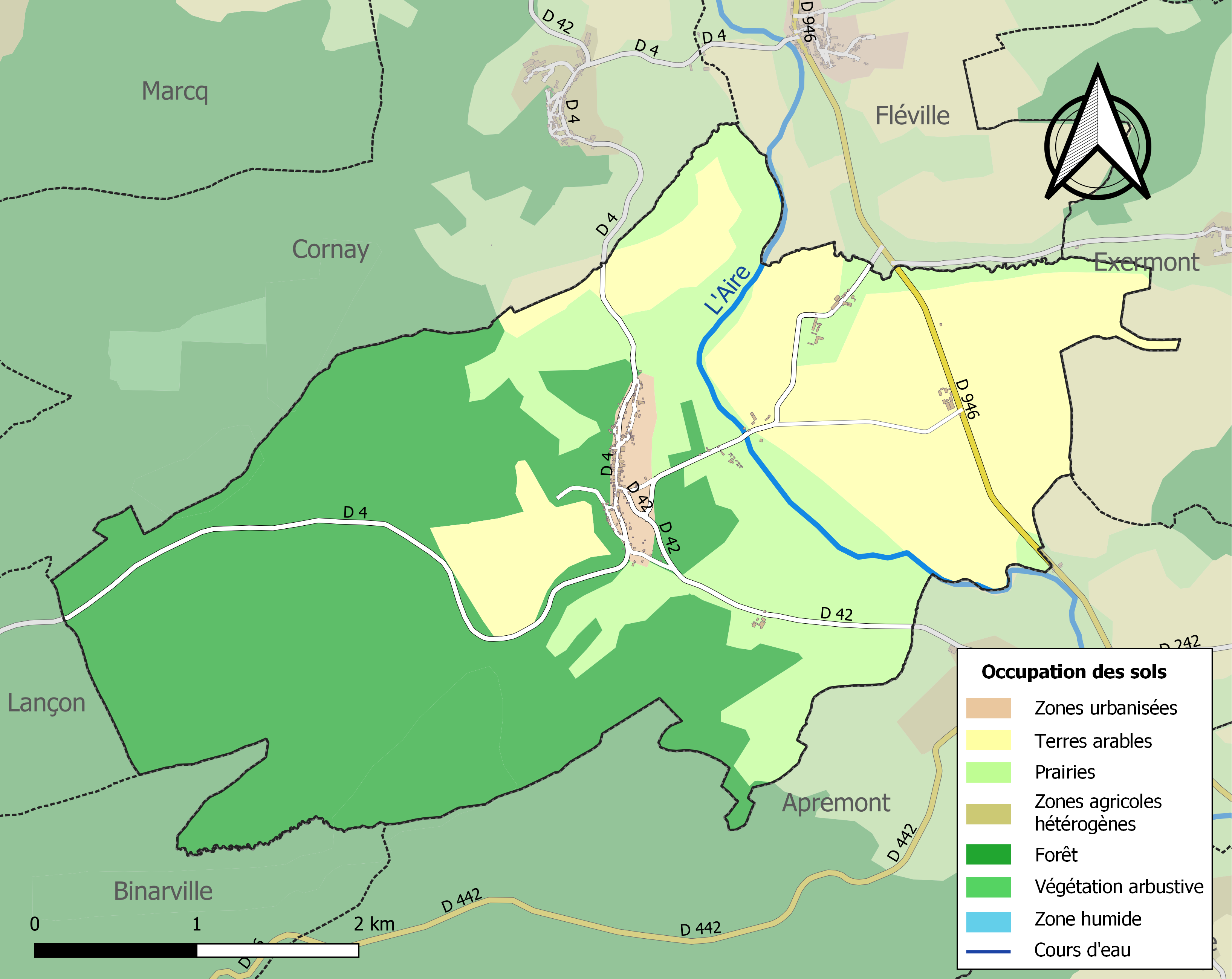
Carte des infrastructures et de l'occupation des sols de la commune en 2018 (CLC).

## Toponymie
Le Châtel est un toponyme dérivant du latin castella (pluriel de castellum) désignant un château.

## Histoire
Au cours de la Révolution française, la commune porta provisoirement le nom de Mont-Redoutable.

## Politique et administration
| Période                                  | Période   | Identité         | Étiquette | Qualité                     |
| ---------------------------------------- | --------- | ---------------- | --------- | --------------------------- |
| mars 2001                                | mars 2008 | Roland Destenay  |           |                             |
| mars 2008                                | mars 2014 | Alain Rickal     |           |                             |
| mars 2014                                | mai 2020  | Ludovic Philippe |           | Agent technique, technicien |
| mai 2020                                 | en cours  | Roland Destenay  |           | Ancien Cadre                |
| Les données manquantes sont à compléter. |           |                  |           |                             |

## Démographie
L'évolution du nombre d'habitants est connue à travers les recensements de la population effectués dans la commune depuis 1793. Pour les communes de moins de 10 000 habitants, une enquête de recensement portant sur toute la population est réalisée tous les cinq ans, les populations de référence des années intermédiaires étant quant à elles estimées par interpolation ou extrapolation. Pour la commune, le premier recensement exhaustif entrant dans le cadre du nouveau dispositif a été réalisé en 2008.

En 2022, la commune comptait 129 habitants, en évolution de −14 % par rapport à 2016 (Ardennes : −2,97 %, France hors Mayotte : +2,11 %).
| 1793 | 1800 | 1806 | 1821 | 1831 | 1836 | 1841 | 1846 | 1851 |
| ---- | ---- | ---- | ---- | ---- | ---- | ---- | ---- | ---- |
| 507  | 547  | 581  | 641  | 720  | 779  | 843  | 921  | 833  |

| 1866 | 1872 | 1876 | 1881 | 1886 | 1891 | 1896 | 1901 | 1906 |
| ---- | ---- | ---- | ---- | ---- | ---- | ---- | ---- | ---- |
| 774  | 754  | 732  | 692  | 701  | 645  | 606  | 540  | 572  |

| 1911 | 1921 | 1926 | 1931 | 1936 | 1946 | 1954 | 1962 | 1968 |
| ---- | ---- | ---- | ---- | ---- | ---- | ---- | ---- | ---- |
| 504  | 340  | 369  | 417  | 417  | 316  | 312  | 309  | 279  |

| 1975 | 1982 | 1990 | 1999 | 2006 | 2008 | 2013 | 2018 | 2022 |
| ---- | ---- | ---- | ---- | ---- | ---- | ---- | ---- | ---- |
| 229  | 183  | 193  | 140  | 158  | 163  | 153  | 141  | 129  |

## Culture locale et patrimoine

### Lieux et monuments
- Abbaye de Chéhéry inscrit au titre des monuments historiques en 1990[23].
- Château de Châtel.
- Église Saint-Martin de Chatel-Chéhéry.

### Personnalités liées à la commune
- Sergent York (1887-1964), sergent de l'armée américaine qui s'est illustré à Chatel-Chéhéry lors de la Première Guerre mondiale[24].

### Héraldique
Pour un article plus général, voir Armorial des communes des Ardennes.
| Blason de Chatel-Chéhéry | Blason  | Coupé : au 1er d'azur, à une tête de lion arrachée, adextrée d'un besant et senestrée d'un trèfle, le tout d'or, au 2d de gueules à la croix d'argent, chargée en cœur d'une enclume de sable. |
| Blason de Chatel-Chéhéry | Détails | Le blason représente les deux communes unifiées de Chatel et de Chéhéry. Pour Chatel, sont repris des éléments des armes des anciens seigneurs du lieu : la tête de lion est reprise de celles de la famille de Salse, le besant rappelle ceux des Espinoy, et le trèfle est celui des Canel. Enfin, le champ d'azur est celui des armes des familles susmentionnées. La croix blanche sur fond de gueules est reprise des armes de l'abbaye de Chéhéry, à laquelle fut ajouté une enclume représentant les forges de Chéhéry. Adopté en 2010. |